# Ravish Malhotra
Ravish Malhotra (geb. 25. Dezember 1943 in Lahore, heute Pakistan) ist ein indischer Pilot und ehemaliger Raumflugkandidat. Er war Ersatzmann für den ersten indischen Raumfahrer Rakesh Sharma.
Malhotra war Testpilot der indischen Luftstreitkräfte. 1982 wurde er als einer der beiden Kandidaten für den ersten Flug eines Inders in den Weltraum ausgewählt. Die Wahl für den Flug mit Sojus T-11 fiel schließlich auf Rakesh Sharma, der mit Juri Malyschew und Gennadi Strekalow ins All flog und eine Woche auf der Raumstation Saljut 7 verbrachte. Malhotra bildete mit Anatoli Beresowoi und Georgi Gretschko die Reservebesatzung. Da weitere russisch-indische Raumflüge nicht vorgesehen waren, schied Malhotra nach der Landung des Rückkehrraumschiffs Sojus T-10 am 11. April 1984 aus dem Raumfahrtprogramm aus.
Malhotra arbeitete anschließend wieder als Testpilot auf dem Testzentrum in Bangalore. Er erreichte den Rang eines Brigadegenerals (Air Commodore). Danach wechselte er zur Raumfahrtabteilung der Firma Dynamatic Technologies Ltd. in Bangalore. Mittlerweile ist er im Ruhestand.